# Železniško postajališče Maribor Tabor
Železniško postajališče Maribor Tabor je eno izmed železniških postajališč v Sloveniji, ki oskrbuje mariborski osrednji predel Tabor.